# 260 dana
260 dana je nadolazeći hrvatski film redatelja Jakova Sedlara, temeljen na istoimenom autobiografskom romanu Marijana Gubine.
Film će biti prikazan na proljeće 2025. godine.

## Radnja
Radnja prati tragediju šesteročlane obitelji Gubina tijekom Domovinskog obrambenog rata koja je bila lišena slobode i podvrgnuta najstrašnijim i najokrutnijim oblicima nasilja punih 260 dana.

## Glumačka postava
- Tim Roth kao Marijan Gubina stariji
- Will Godber kao Marijan Gubina kao desetogodišnjak
- Camilla Rutherford kao Marija, Marijanova majka
- Sam Hazeldine kao Hinko, Marijanov otac
- Isabella Dempster kao Nena, Marijanova sestra
- Antea Huljev Žuvan kao Helena, najmlađa Marijanova sestra
- Florence Bensberg kao Gabrijela, trinaestogodišnja Marijanova sestra
- Alec Newman kao Miloš, mještanin
- Naomi Frederics kao Vukica, Miloševa žena
- Angela Molina kao Dragana, starija žena kod koje Marijan radi kao rob
- Armand Assante kao oficir JNA
- Lujo Kunčević kao hrvatski vojnik
- Pere Eranović kao čovjek na biciklu
- Konstantin Haag kao Marjanov pomoćnik
- Kiefer Moriarty kao Michael
- Grgur Grgić kao JNA vojnik Bane
- Andrija Krištof kao JNA vojnik Jovan
- Luka Vondrak kao JNA vojnik Aleksandar
- Ivana Skelin kao doktorica Jovana Pusić
- Philippe Reinhardt kao novinar Michael
- Mars Sams kao Boro
- Kruno Bakota kao pukovnik Đorđević
- Magdalena Živaljić Tadić kao prodavačica
- Lucija Dujmović kao TV voditeljica
- Robert Zicman kao dječak

## Produkcija

### Snimanje
Film će biti snimljen na engleskom jeziku, a snimanje je krenulo 27. svibnja i trebalo bi trajati do 15. srpnja 2024. godine. Snimat će se na više lokacija, Gorjanima koje će odglumiti Dalj, Osijeku, Đakovu, Slavoniji i jednoj lokaciji u Vukovaru. Snimanje filma završeno je 27. lipnja 2024.

## Vanjske poveznice
- Službena stranica – 260 dana
- Službena stranica na Facebook-u
- 260 dana u internetskoj bazi filmova IMDb-a